# Меркулов, Василий Александрович
Василий Александрович Меркулов (17 апреля 1912, Владимирская область — 19 марта 1945) — советский лётчик минно-торпедной авиации ВВС Балтийского флота в годы Великой Отечественной войны, Герой Российской Федерации (23.02.1998, посмертно). Гвардии майор (16.01.1945).

## Биография
Родился 17 апреля 1912 года в селе Добрынском, ныне Суздальского района Владимирской области, в семье крестьянина. Русский. Окончил 4 класса сельской школы, работал в селе и на фабрике «Организованный труд». В 1927 году, после смерти отца, уехал в Москву. Работал котельщиком, печником на Октябрьской железной дороге. Окончил курсы при Центральном институте транспорта в 1927 году и рабфак Московского автодорожного института в 1934 году.
В августе 1934 года призван в Красный Флот Краснопресненским райвоенкоматом города Москвы. По путёвке комсомола был направлен в лётное училище. В 1937 году успешно окончил Военно-морское авиационное училище имени Сталина в Ейске.
Получил направление на Северный флот, начал службу в должности младшего лётчика в 45-й отдельной ближнеразведывательной авиационной эскадрилье ВВС Северного флота, в ноябре 1938 года повышен до старшего лётчика. В сентябре-декабре 1939 года служил уполномоченным особого отдела НКВД СССР в одной из авиачастей Северного флота, но затем по личной просьбе возвращён на авиационную работу. С декабря 1939 года продолжил службу в 118-м морском ближнеразведывательном авиационном полку: старший лётчик, с июля 1941 командир звена, с июля 1941 года заместитель командира эскадрильи. Участвовал в советско-финляндской войне 1939-40 годов, совершил 6 боевых вылетов.
В 1941 году вступил в ВКП(б).
Участник Великой Отечественной войны в июня 1941 года в составе того же 118-го авиационного полка Северного флота. Участник обороны Заполярья. В августе 1941 года при налете на аэродром Киркенес экипаж Меркулова уничтожил 12 самолётов врага, в сентябре того же года разрушил командный пункт финской дивизии. Летал на самолётах СБ, МБР-2, ТБ-1. С ноября 1941 года по август 1942 года старший лейтенант Меркулов воевал командиром звена в 72-м смешанном авиационном полку ВВС Северного флота (в январе 1942 года полк получил гвардейское звание и стал именоваться 2-м гвардейским смешанным авиационным полком).
В 1942 года Владимир Меркулов был осужден военным трибуналом за нарушения воинской дисциплины (подробности не публиковались) на 8 лет лишения свободы с отсрочкой исполнения приговора до конца войны. Для дальнейшей службы в августе 1942 года был переведён на Краснознаменный Балтийский флот, где в декабре 1942 года назначен командиром звена 58-й отдельной морской разведывательной авиационной эскадрильи, а в августе 1943 года переведён также командиром звена в 1-й гвардейский минно-торпедный авиационный полк.
Боевые задачи выполнял разнообразные: бомбил военно-морские базы Хельсинки, Таллин, Котка; железнодорожные узлы Красногвардейск, Псков, Мга, Нарва; аэродромы противника. Совершал полёты на постановку дымовых завес при выводе кораблей КБФ из Ленинграда в Кронштадт, в далёкий тыл врага на поиск и торпедирование кораблей противника. Участвовал в операции по прорыву блокады Ленинграда, выполнив 15 успешных боевых вылетов. За героизм в боях в 1943 году трибунал снял с него судимость.
Первую победу в торпедной атаке одержал 21 октября 1943 года, потопив в Финском заливе транспорт водоизмещением 1500 тонн.
С декабря 1943 по май 1944 года командовал звеном в 1-м учебном авиаполку ВВС Балтийского флота. Но настоял на своём возвращении на фронт и в мае назначен командиром эскадрильи в 51-й минно-торпедный авиационный полк. Совершил больше сотни боевых вылетов с штурманом Алексеем Рензаевым, их экипаж стал одним из лучших в полку. В сентябре 1944 года несколько экипажей, включая и экипаж Меркулова-Рензаева, перевели в 1-й гвардейский минно-торпедный авиационный полк
К октябрю 1944 года командир эскадрильи 1-го гвардейского минно-торпедного авиационного полка 8-й минно-торпедной авиационной дивизии ВВС Краснознамённого Балтийского флота гвардии капитан Меркулов совершил 360 боевых вылетов, из них 49 ночных. В числе вылетов: 133 на бомбардировки сухопутных целей и военно-морских баз, 23 на бомбовые атаки кораблей противника, 42 на торпедирование кораблей противника, 19 на разведку, 31 на сопровождение кораблей и на уничтожение вражеских морских минных заграждений, 104 на выполнение других задач. В воздушных боях сбил 4 самолёта, торпедными атаками потопил 5 транспортов противника. Был представлен командиром полка гвардии подполковником И. И. Борзовым 12 октября 1944 года к званию Героя Советского Союза. Все вышестоящие командиры — командир дивизии полковник М. А. Курочкин, командующий ВВС флота генерал-полковник авиации М. И. Самохин, командующий флотом адмирал В. Ф. Трибуц — его поддержали, но в Москве в награждении было отказано.
В начале 1945 года продолжал воевать в составе 1-го гвардейского минно-торпедного полка. 18 марта 1945 года гвардии майор Меркулов вылетал ведущим в группе самолётов для бомбоудара по каравану противника и потопил транспорт водоизмещение 100000 брутто тонн.
19 марта 1945 года гвардии майор Меркулов во главе 4-х торпедоносцев обнаружил на траверзе города Нойкурен каравана судов противника. При заходе на торпедную атаку самолёт Меркулова был подожжен, но экипаж продолжил атаку, сбросил торпеду. Транспорт противника водоизмещением 10000 тонн от взрыва торпеды переломился и затонул. Горящий «Бостон» упал в море. Вместе с Меркуловым погибли и его боевые друзья: штурман, Герой Советского Союза гвардии майор А. И. Рензаев, начальник связи, гвардии старшина А. П. Грибовский, воздушный стрелок гвардии сержант В. С. Растяпин. В результате удара группы Меркулова были потоплены сторожевой корабль и два транспорта противника. Вернувшиеся на базу экипажи доложили о таране.
К марту 1945 года гвардии майор Меркулов совершил около 400 боевых вылетов. Им было потоплено 6 транспортов противника общим водоизмещением более 43000 тонн.
В 1976 году его брат обратился в Главное управление кадров Министерства обороны СССР с запросом о присвоении Василию Александровичу звания Героя Советского Союза и увековечении его памяти, но получил отказ.
Указом Президента Российской Федерации № 187 от 23 февраля 1998 года «за мужество и героизм, проявленные в борьбе с немецко-фашистскими захватчиками в Великой Отечественной войне 1941—1945 годов» гвардии майору Меркулову Василию Александровичу присвоено звание Героя Российской Федерации посмертно. Этим же Указом высокое звание присвоено другим членам экипажа: гвардии старшине Грибовскому Александру Прокофьевичу и гвардии сержанту Растяпину Василию Сергеевичу.

## Награды
- Герой Российской Федерации (23.02.1998, посмертно)
- Три ордена Красного Знамени (1.04.1943, 13.10.1944, 24.10.1944)
- Медаль «За боевые заслуги» (3.11.1944)
- Медаль «За оборону Ленинграда» (вручена 13.06.1943)

## Память
- Имя В. А. Меркулова решением Калининградского облисполкома присвоено одной из улиц в городе Пионерском, на ней в 1977 году открыта мемориальная доска.
- На родине Героя — в селе Добрынском, в 1965 году был открыт памятник односельчанам — участникам войны. Но имя Василия Меркулова в списке на нём появилось только в 1985 году благодаря активной поисковой работе, которую проводили следопыты школы № 15 города Владимира.
- Имя Героя высечено на памятнике лётчикам Балтики на Советском проспекте в Калининграде.
- Именем Героя назван вертолёт Ми-26 Южного регионального центра МЧС России (Ростов-на-Дону)[8].